# Leichtathletik-Europameisterschaften 2022/Speerwurf der Frauen

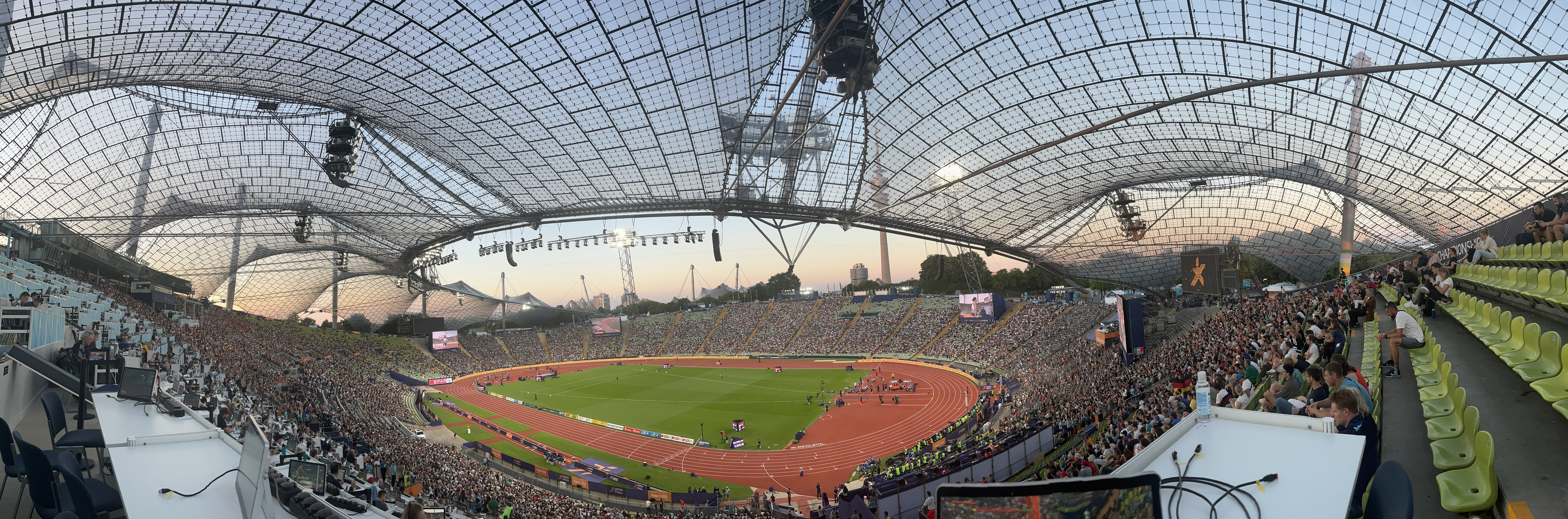
Das Olympiastadion in München während der Europameisterschaften 2022

Der Speerwurf der Frauen bei den Leichtathletik-Europameisterschaften 2022 wurde am 18. und 20. August 2022 im Olympiastadion der deutschen Stadt München ausgetragen.
Europameisterin wurde die Griechin Elina Tzengko.
Sie gewann vor der Serbin Adriana Vilagoš.
Bronze ging an die in der Vergangenheit überaus erfolgreiche Tschechin Barbora Špotáková. Unter anderem war sie zweifache Olympiasiegerin (2008/2012), dreifache Weltmeisterin (2007/2011/2017) und Europameisterin von 2014. Darüber hinaus hielt sie seit 2008 den hier immer noch aktuellen Weltrekord.

## Bestehende Rekorde
| Weltrekord           | 72,28 m | Barbora Špotáková | Stuttgart, Deutschland | 13. September 2008 |
| Europarekord         | 72,28 m | Barbora Špotáková | Stuttgart, Deutschland | 13. September 2008 |
| Meisterschaftsrekord | 67,90 m | Christin Hussong  | EM Berlin, Deutschland | 10. August 2018    |

Der bestehende EM-Rekord wurde bei diesen Europameisterschaften nicht erreicht. Die größte Weite erzielte die griechische Europameisterin Elina Tzengko im Finale mit 65,81 m, womit sie 2,09 m unter dem Rekord blieb. Zum Welt- und Europarekord fehlten ihr 6,47 m.

## Legende
Kurze Übersicht zur Bedeutung der Symbolik – so üblicherweise auch in sonstigen Veröffentlichungen verwendet:
| – | verzichtet |
| x | ungültig   |

## Qualifikation
23 Teilnehmerinnen traten in zwei Gruppen zur Qualifikationsrunde an. Zwei von ihnen (hellblau unterlegt) übertrafen die Qualifikationsweite für den direkten Finaleinzug von 61,00 m. Damit war die Mindestzahl von zwölf Finalteilnehmerinnen nicht erreicht. Das Finalfeld wurde mit den zehn nächstplatzierten Sportlerinnen (hellgrün unterlegt) auf zwölf Werferinnen aufgefüllt. So reichten für die Finalteilnahme schließlich 57,40 m.

### Gruppe A
18. August 2022, 8:57 Uhr MESZ
| Platz | Name               | Nation         | Resultat (m) | 1. Versuch (m) | 2. Versuch (m) | 3. Versuch (m) |
| 1     | Liveta Jasiūnaitė  | Litauen        | 61,85        | 56,12          | 61,85          | –              |
| 2     | Elina Tzengko      | Griechenland   | 61,28        | 57,20          | 61,28          | –              |
| 3     | Victoria Hudson    | Österreich     | 60,49        | x              | 60,49          | –              |
| 4     | Annika-Marie Fuchs | Deutschland    | 59,90        | 53,76          | 54,03          | 59,90          |
| 5     | Līna Mūze          | Lettland       | 57,69        | 53,76          | 54,03          | 57,69          |
| 6     | Nikol Tabačková    | Tschechien     | 57,54        | 50,75          | 55,84          | 57,54          |
| 7     | Hanna Hazko        | Ukraine        | 57,39        | 54 22          | 57,39          | 55,20          |
| 8     | Arantza Moreno     | Spanien        | 56,02        | 54,87          | 56,02          | x              |
| 9     | Bekah Walton       | Großbritannien | 54,20        | 54,20          | 49,53          | 49,67          |
| 10    | Jana Marie Lowka   | Deutschland    | 52,98        | 52,85          | 52,66          | 52,98          |
| 11    | Anni-Linnea Alanen | Finnland       | 52,09        | 50,24          | 52,09          | 51,81          |

### Gruppe B

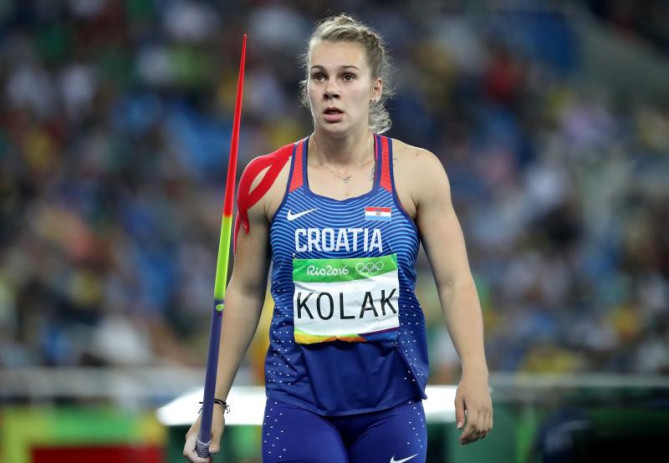
Sara Kolak – ausgeschieden mit 57,31 m
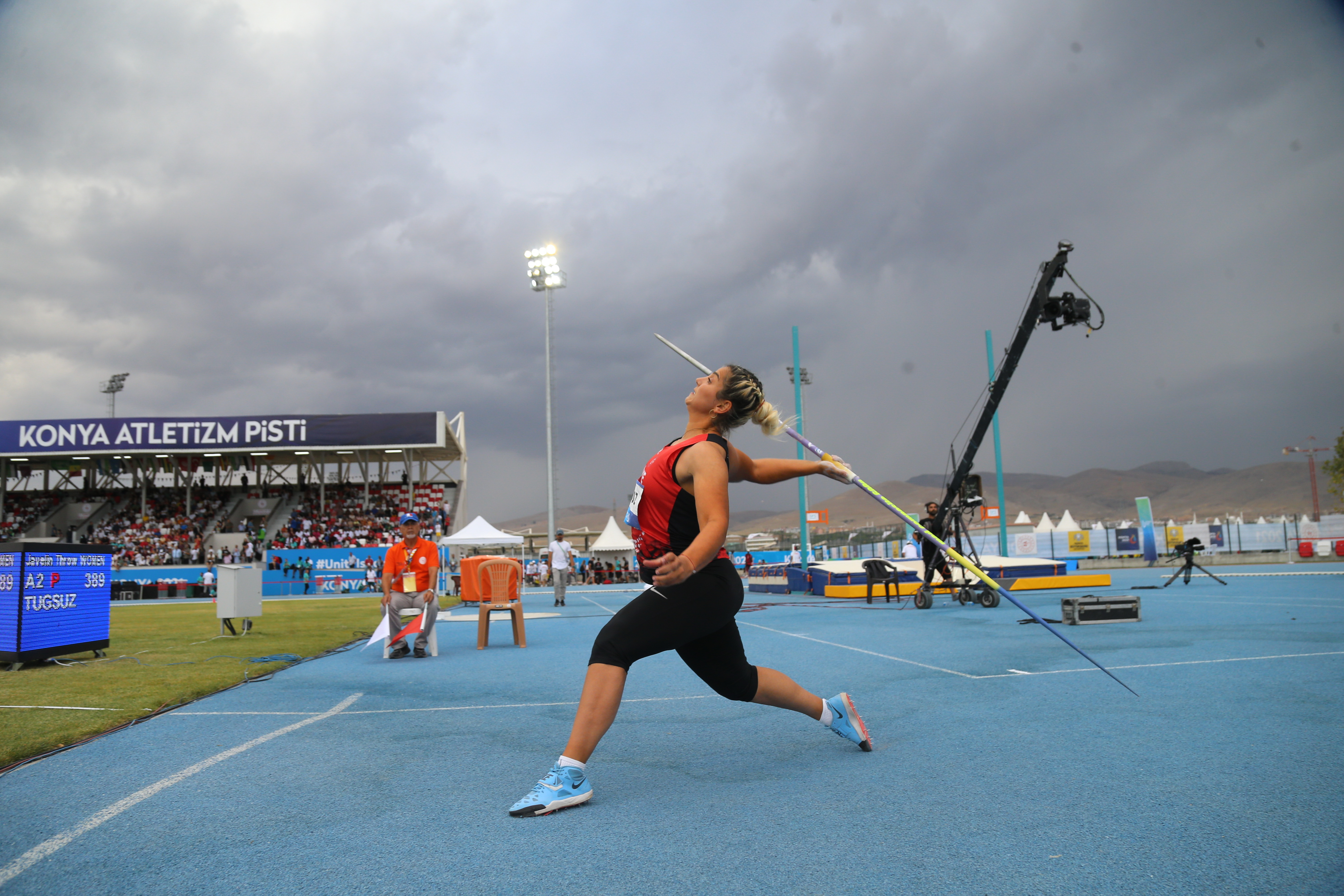
Eda Tuğsuz – ausgeschieden mit 56,33 m
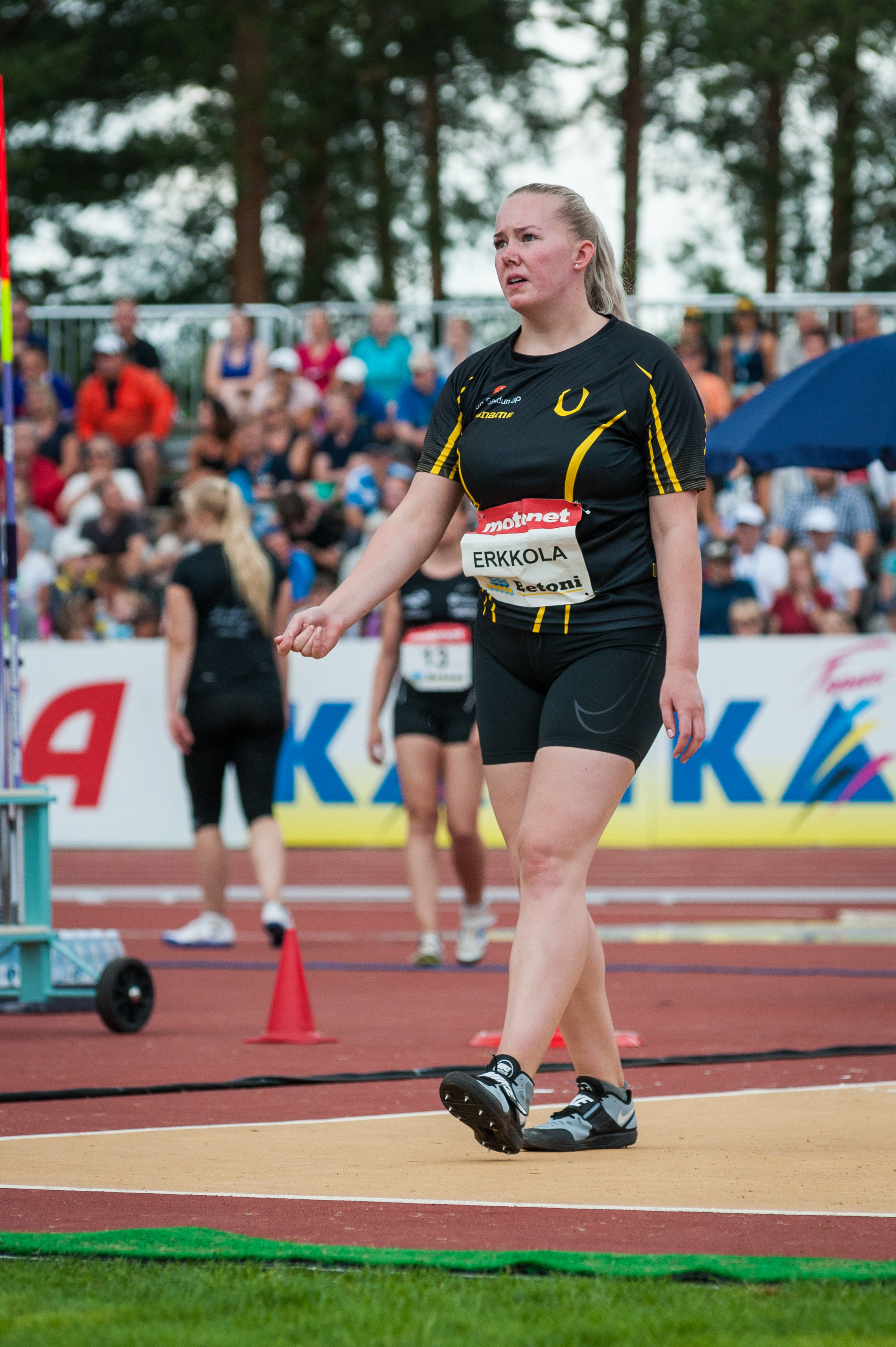
Sanne Erkkola – ausgeschieden mit 54,04 m

18. August 2022, 10:15 Uhr MESZ
| Platz | Name               | Nation      | Resultat (m) | 1. Versuch (m) | 2. Versuch (m) | 3. Versuch (m) |
| 1     | Barbora Špotáková  | Tschechien  | 60,75        | 56,36          | 60,75          | –              |
| 2     | Madara Palameika   | Lettland    | 60,56        | 54,18          | 60,75          | 57,96          |
| 3     | Martina Ratej      | Slowenien   | 58,86        | 55,06          | 58,86          | –              |
| 4     | Nikola Ogrodníková | Tschechien  | 57,82        | x              | 57,82          | 57,76          |
| 5     | Adriana Vilagoš    | Serbien     | 57,70        | x              | x              | 57,70          |
| 6     | Réka Szilágyi      | Ungarn      | 57,40        | 53,45          | 57,40          | x              |
| 7     | Sara Kolak         | Kroatien    | 57,31        | x              | x              | 57,31          |
| 8     | Eda Tuğsuz         | Türkei      | 56,33        | x              | x              | 56,33          |
| 9     | Lea Wipper         | Deutschland | 55,07        | 51,51          | 53,58          | 55,07          |
| 10    | Gedly Tugi         | Estland     | 54,38        | 54,38          | x              | 52,89          |
| 11    | Sanne Erkkola      | Finnland    | 54,04        | 50,74x         | 54,04          |                |
| 12    | Alizée Minard      | Frankreich  | 52,50        | 49,75          | x              | 52,50          |

## Finale
20. August 2022, 20:21 Uhr MESZ
| Platz | Name               | Nation       | Resultat (m) | 1. Versuch (m) | 2. Versuch (m) | 3. Versuch (m) | 4. Versuch (m)                              | 5. Versuch (m)                              | 6. Versuch (m)                              |
| 1     | Elina Tzengko      | Griechenland | 65,81        | 60,82          | 65,81          | –              | 59,40                                       | x                                           | 64,57                                       |
| 2     | Adriana Vilagoš    | Serbien      | 62,01        | 51,15          | 55,14          | 59,64          | 56,03                                       | 60,32                                       | 62,01                                       |
| 3     | Barbora Špotáková  | Tschechien   | 60,68        | 59,04          | 60,31          | x              | x                                           | 59,99                                       | 60,68                                       |
| 4     | Réka Szilágyi      | Ungarn       | 60,57        | 52,28          | 60,57          | 55,14          | x                                           | 56,29                                       | 57,29                                       |
| 5     | Martina Ratej      | Slowenien    | 59,36        | 52,05          | 53,79          | 59,36          | x                                           | x                                           | 53,79                                       |
| 6     | Liveta Jasiūnaitė  | Litauen      | 58,95        | 57,39          | 58,73          | 56,53          | 58,95                                       | x                                           | x                                           |
| 7     | Līna Mūze          | Lettland     | 58,11        | 54,33          | 58,11          | 56,83          | 57,69                                       | x                                           | 55,02                                       |
| 8     | Nikol Tabačková    | Tschechien   | 57,93        | 51,84          | 51,65          | 57,93          | x                                           | x                                           | x                                           |
| 9     | Madara Palameika   | Lettland     | 56,55        | x              | x              | 56,55          | nicht im Finale der besten acht Werferinnen | nicht im Finale der besten acht Werferinnen | nicht im Finale der besten acht Werferinnen |
| 10    | Victoria Hudson    | Österreich   | 56,07        | 56,07          | x              | x              | nicht im Finale der besten acht Werferinnen | nicht im Finale der besten acht Werferinnen | nicht im Finale der besten acht Werferinnen |
| 11    | Annika-Marie Fuchs | Deutschland  | 54,52        | 52,80          | 54,52          | x              | nicht im Finale der besten acht Werferinnen | nicht im Finale der besten acht Werferinnen | nicht im Finale der besten acht Werferinnen |
| 12    | Nikola Ogrodníková | Tschechien   | 54,48        | 52,11          | x              | 54,48          | nicht im Finale der besten acht Werferinnen | nicht im Finale der besten acht Werferinnen | nicht im Finale der besten acht Werferinnen |

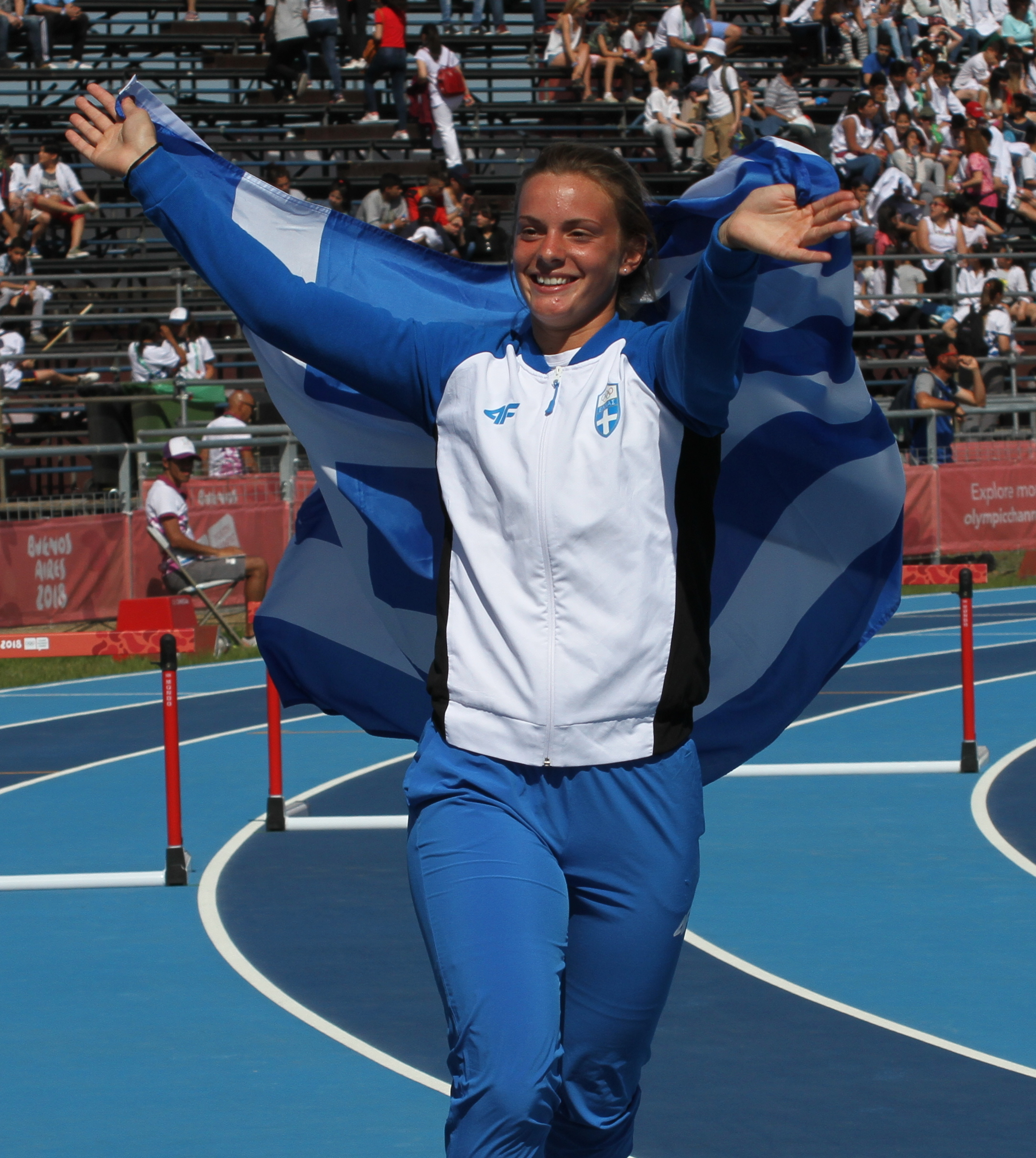
Überraschende Europameisterin: Elina Tzengko

Nur vier Werferinnen übertrafen in diesem Wettbewerb die Marke von sechzig Metern. Einzig die Griechin Elina Tzengko erzielte mit 60,82 m im ersten Durchgang eine Weite, die jenseits dieser sechzig Meter lag. In Runde zwei gelangen Tzengko 65,81 m, womit sie ihre Führung erheblich ausbaute. Die Ungarin Réka Szilágyi brachte sich mit ihrem zweiten Wurf von 60,57 m auf den zweiten Platz. Die in dieser Konkurrenz in der Vergangenheit weitaus erfolgreichste Athletin war die Tschechin Barbora Špotáková, die jedoch nicht mehr die Form ihrer großen Zeit hatte. Mit 60,31 m übernahm sie nach dem zweiten Durchgang den dritten Rang.
In der fünften Versuchsserie schloss die Serbin Adriana Vilagoš zu den 60-Meter-Werferinnen auf. Mit 60,32 m verdrängte sie Špotáková vom Bronzerang, während Szilágyi weiterhin Zweite blieb.
Die Entscheidung fiel in Runde sechs. Zunächst verbesserte sich Špotáková mit 60,68 m auf den zweiten Platz. Doch dabei blieb es nicht. Auch Vilagoš steigerte sich noch einmal auf jetzt 62,01 m, womit sie zurück auf einem Medaillenrang war und Špotáková auf den dritten Rang verdrängte. Szilágyi konnte nicht mehr kontern, während Tzengko mit 64,57 m noch einmal ihre Dominanz unterstrich.
Damit gewann Elina Tzengko überraschend den Titel der Europameisterin. Silber ging an Adriana Vilagoš, die Weltrekordinhaberin Barbora Špotáková wurde Gewinnerin der Bronzemedaille und Réka Szilágyi belegte um elf Zentimeter geschlagen den vierten Platz.

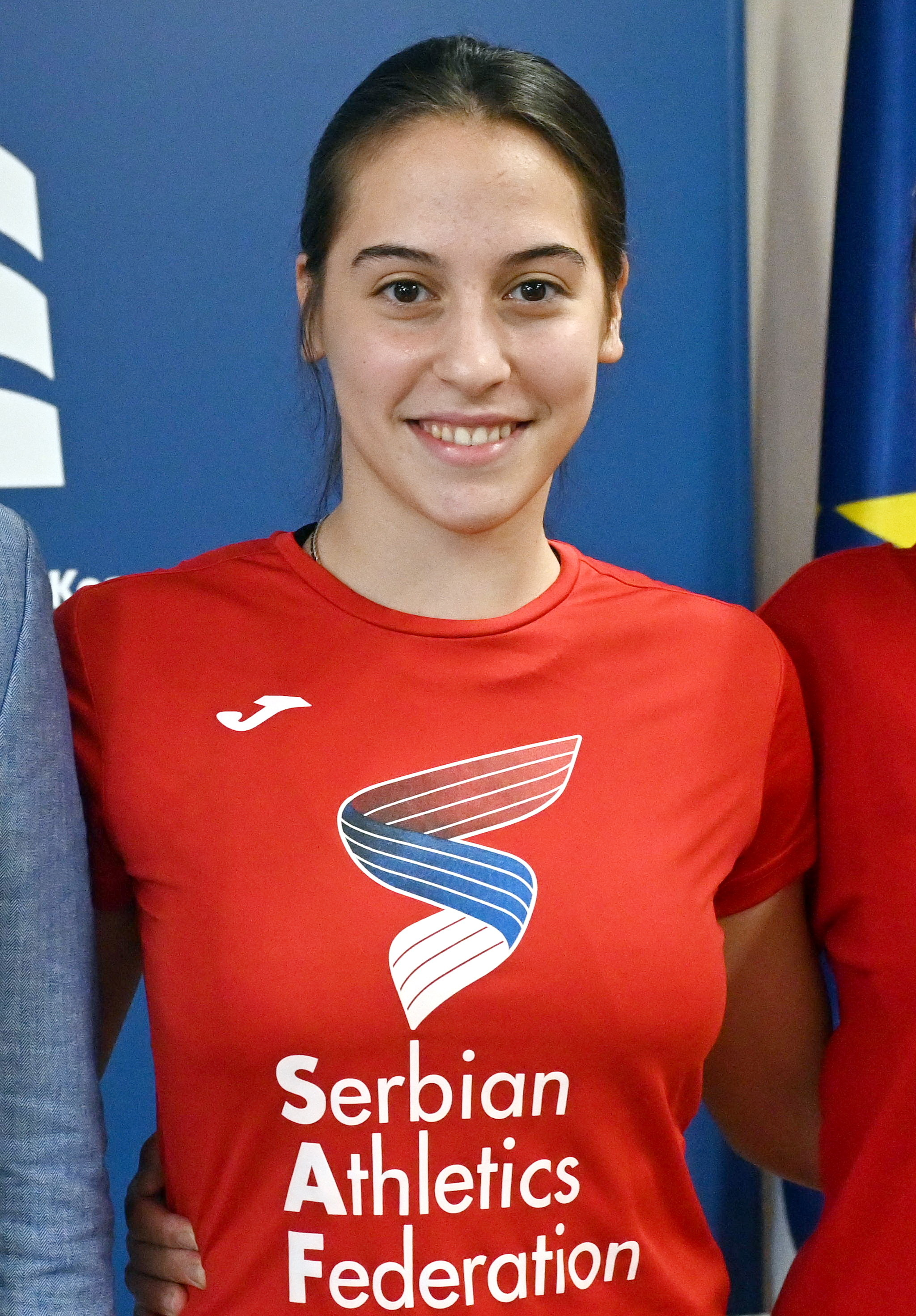
Vizeeuropameisterin Adriana Vilagoš
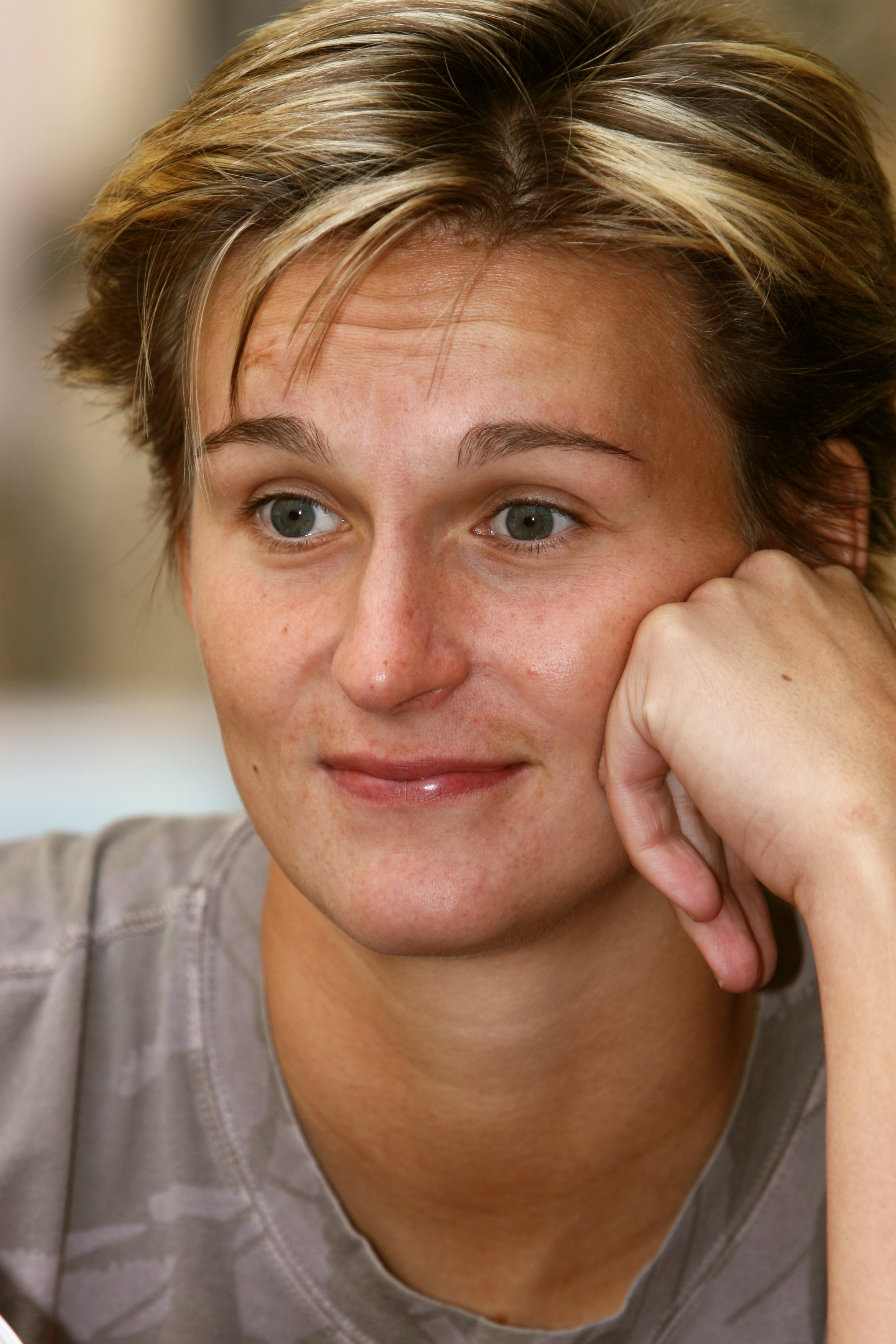
Bronzemedaillengewinnerin Barbora Špotáková
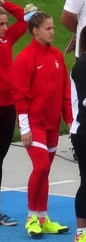
Réka Szilágyi belegte Rang vier

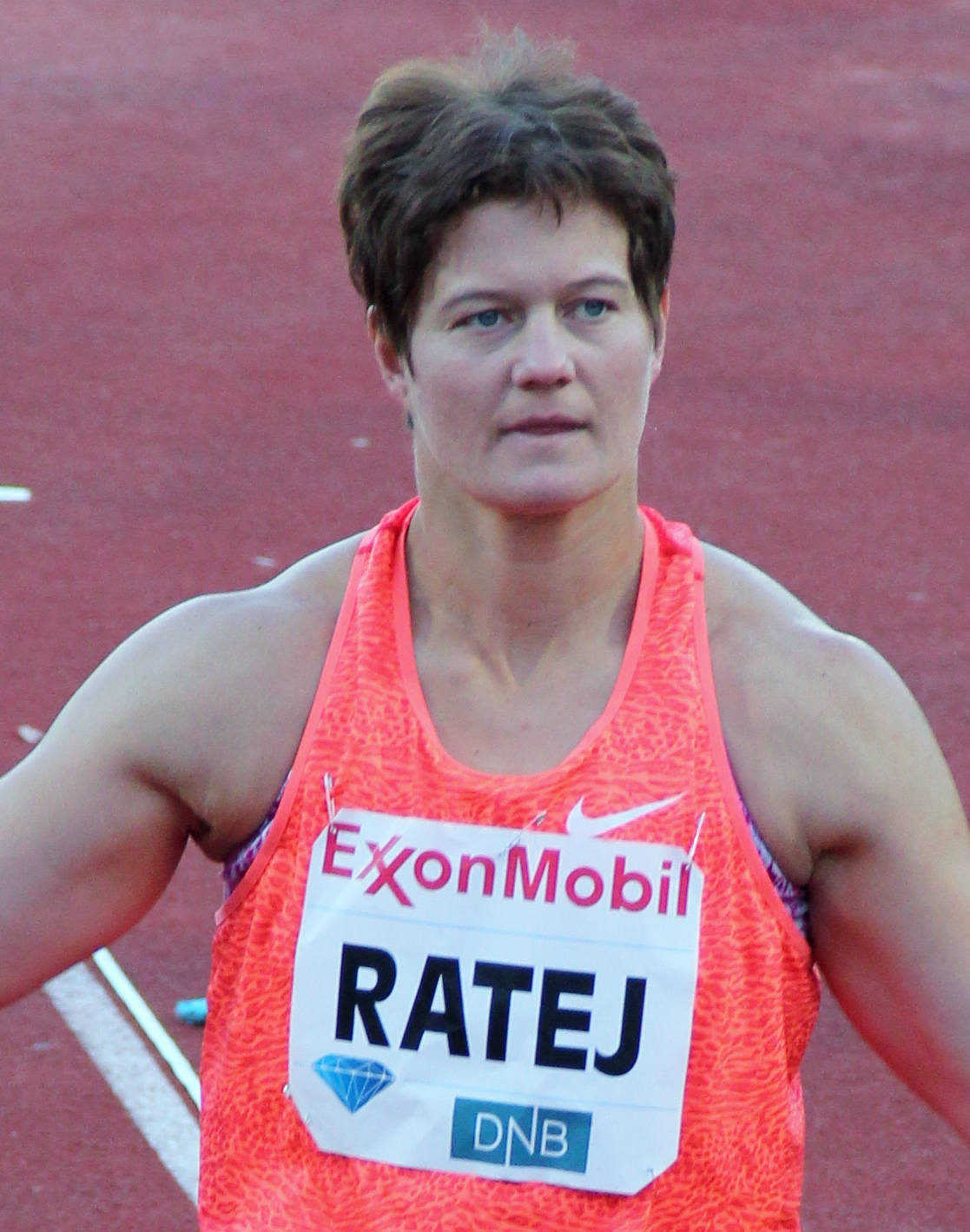
Martina Ratej kam auf den fünften Platz
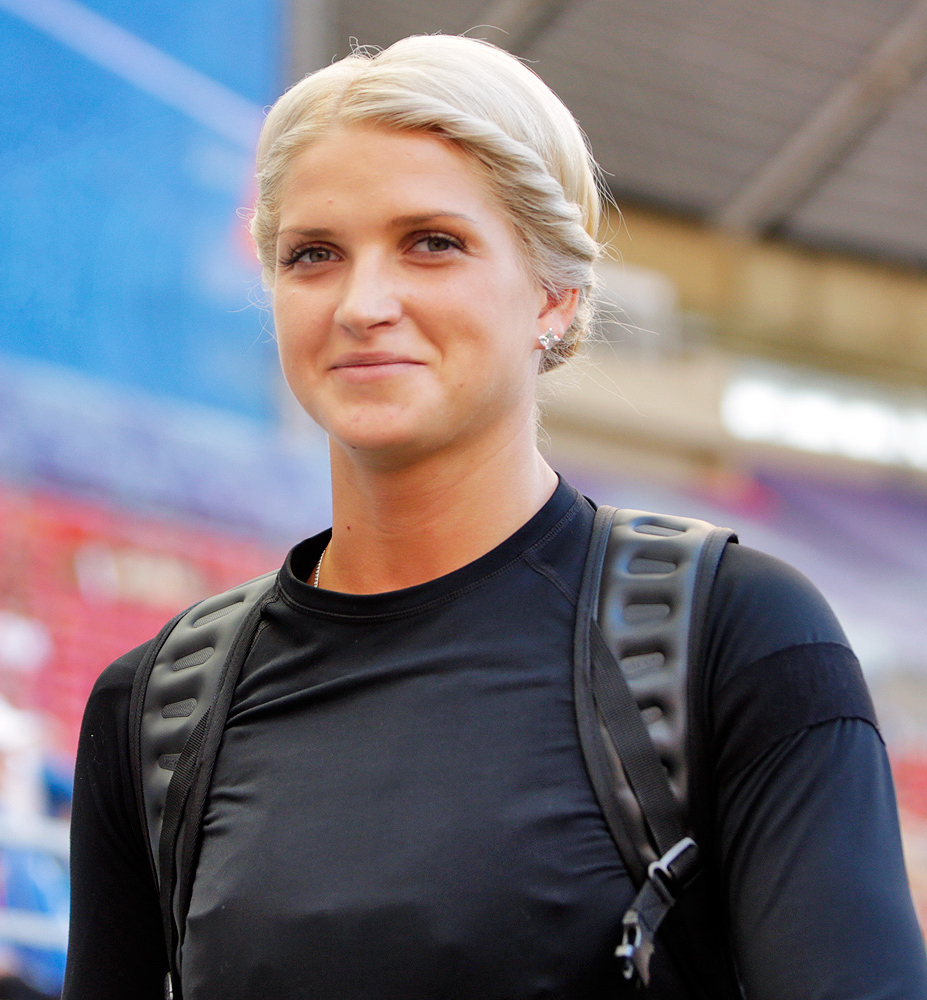
Līna Mūze erreichte Platz sieben
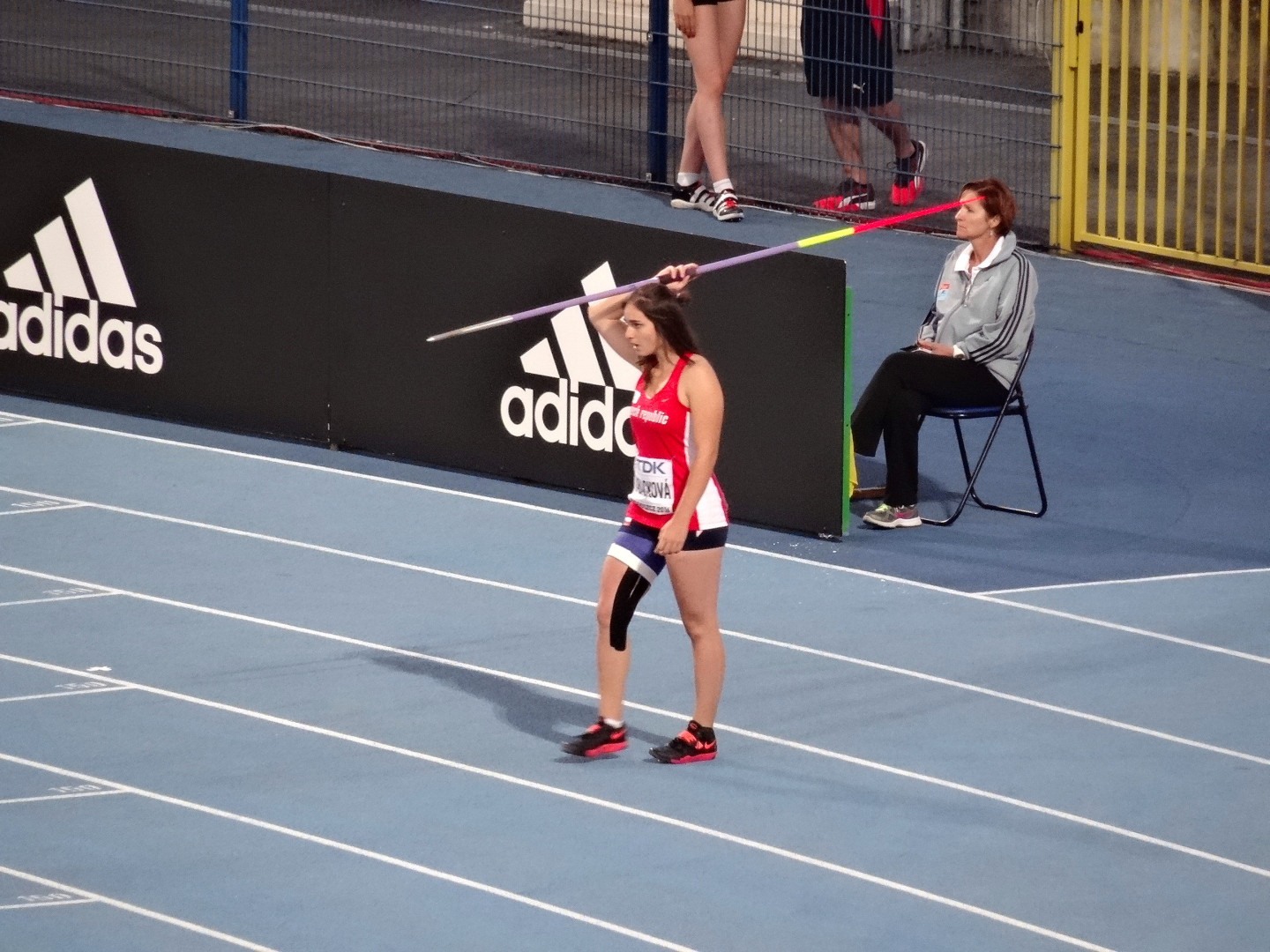
Nikol Tabačková wurde Achte

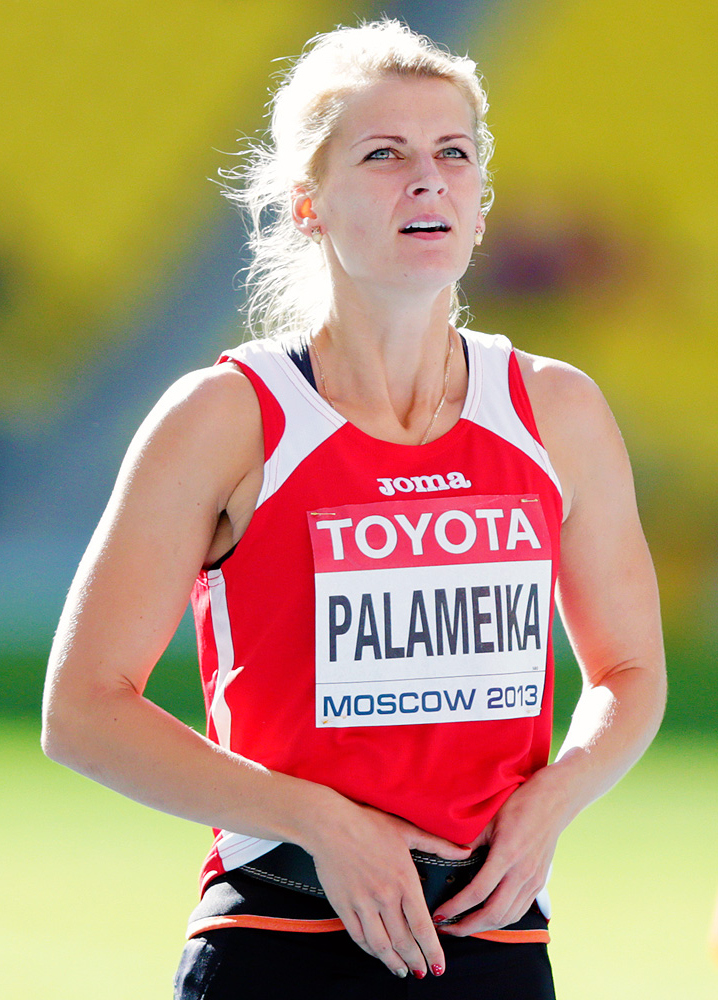
Die neuntplatzierte Madara Palameika
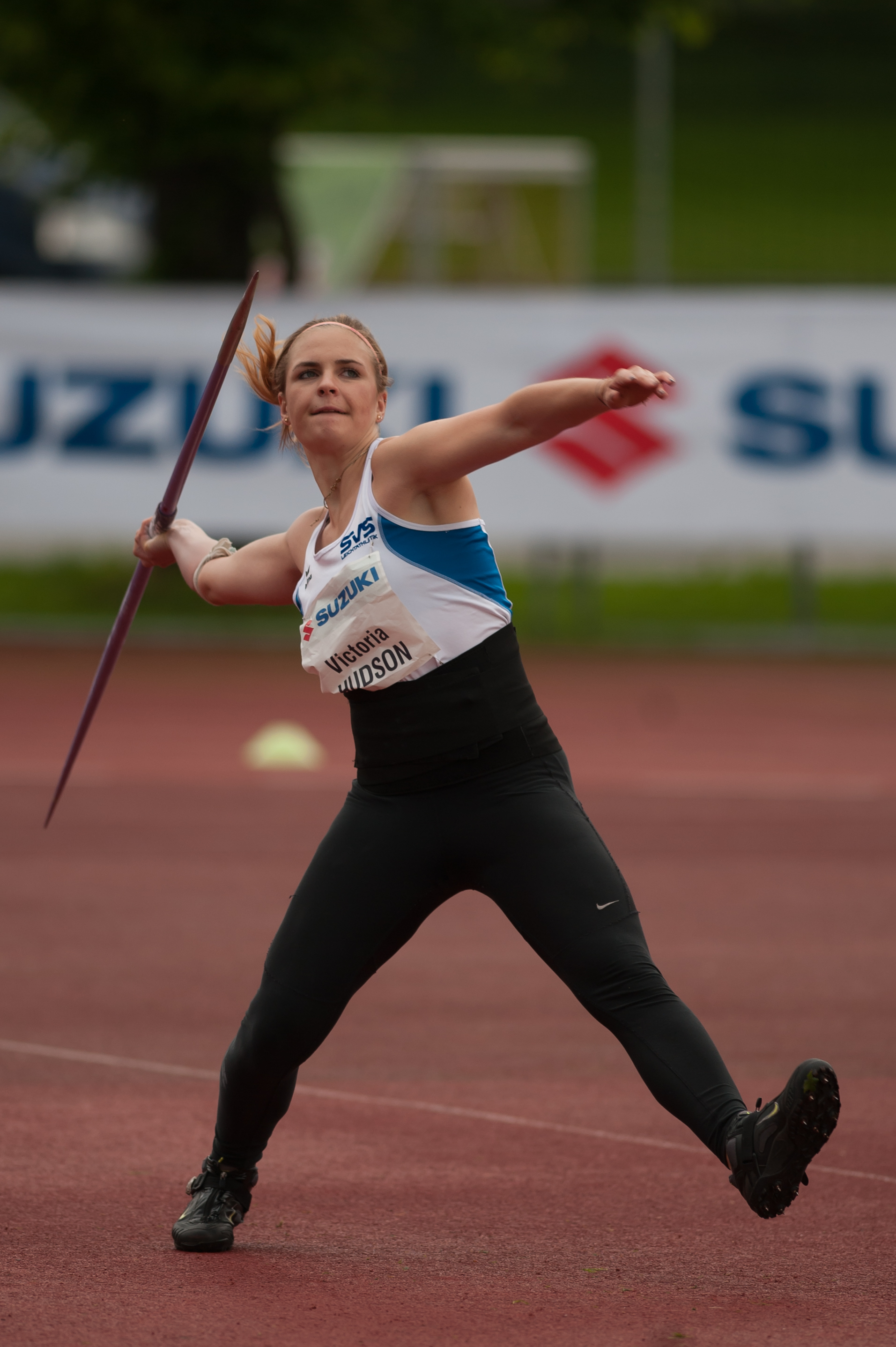
Rang zehn für Victoria Hudson
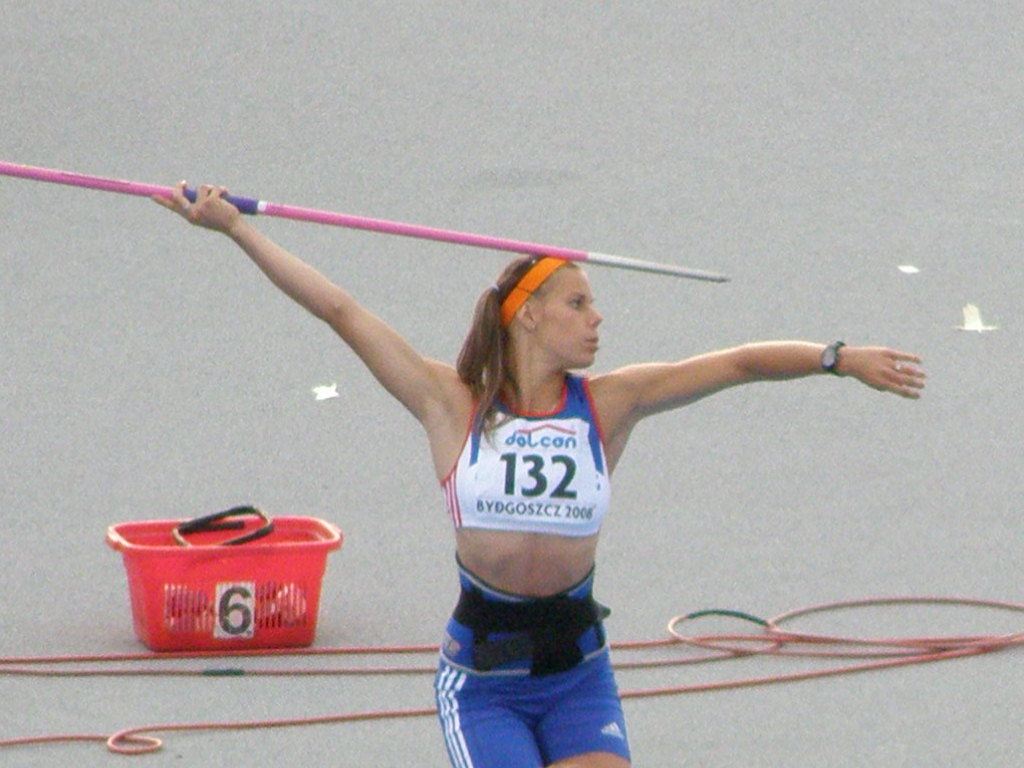
Nikola Ogrodníková – Platz zwölf

## Videolink
- Women's Javelin Throw - European Championships 2022 Munich, youtube.com, abgerufen am 9. April 2023